# Move to Heaven
Move to Heaven (hangeul : 무브 투 헤븐: 나는 유품정리사입니다 ; RR : Mubeu tu hebeun: Naneun Yupumjeongnisaimnida ; litt. « Move to Heaven : Je suis l'organisateur des objets-souvenirs ») est une série télévisée sud-coréenne de dix épisodes, créée par l'équipe de Netflix et diffusée le 14 mai 2021 sur Netflix.

## Synopsis
Geu-ru, autiste Asperger, et son oncle Sang-gu, ancien prisonnier, se rencontrent pour la première fois après la mort soudaine du père de Geu-ru. Désigné comme tuteur de son neveu, Sang-gu est contraint de se joindre à son neveu au sein de l'entreprise familiale, baptisée Move to Heaven et spécialisée dans le nettoyage de domicile de personnes récemment décédées. Au cours de leurs activités, ils découvrent les histoires secrètes des défunts, pendant que Sang-gu essaie de gérer le passé douloureux avec le père de Geu-ru et l'expérience traumatisante qui l'a conduit en prison.

## Distribution

### Acteurs principaux
- Lee Je-hoon : Cho Sang-gu
- Tang Jun-sang : Han Geu-ru
- Hong Seung-hee (en) : Yoon Na-mu

### Acteurs secondaires
- Ji Jin-hee  Han Jeong-woo
- Kim Joo-yeon (en) : Min Ji-won
- Lee Moon-sik (en) : Park Joo-taek
- Im Won-hee : Oh Hyun-chang
- Hongseok : Park Jun-yeong
- Lee Jae-wook : Kim Su-cheol
- Park Jung-won : Kim Su-jin
- Jung Ae-youn : Mme Jung
- Choi Soo-young : Son Woo-rim

### Invités
- Shin Soo-oh : Kim Yong-woo (épisode 4)
- Yoon Ji-hye (en) : Lee Ju-yeong (épisodes 4 et 10)
- Kwon Soo-hyun : Dr Soo-hyun (épisode 5)
- Lee Ki-young (en) : le père de Soo-hyun (épisode 5)
- Jung Dong-hwan (en) : Kim In-su (épisode 6)
- Han Seo-jin : Min-ji (épisode 6)
- Yoon Joo-sang (en) : le directeur (épisode 6)
- Yoo Sun (en) : Kang Eun-jeong (épisode 9)
- Kevin Oh (en) : Matthew Green (épisode 9)
- Lee Re : ? (épisode 10)

## Production

### Développement et genèse
En septembre 2019, Kim Sung-ho est prononcé en tant que réalisateur de la série, dont le premier épisode est inspiré par un livre d'essai ayant pour titre Things Left Behind de Kim Sae-byul, un « nettoyeur de choc » — des professionnels spécialisés dans le nettoyage des godoksa (고독사, litt. « Mort solitaire »), des personnes mourant seules et isolées avant de les découvrir des jours plus tard au moment où leur cadavre se décompose —.

### Attribution des rôles
En décembre 2019, Netflix confirme que Lee Je-hoon et Tang Jun-sang sont engagés dans les rôles principaux. 
En juin 2020, Netflix révèle que Ji Jin-hee, Lee Jae-wook et Hong Seung-hee se joignent à l'équipe.

### Tournage
En août 2020, le tournage est temporairement arrêté à titre préventif, en raison de la pandémie de Covid-19.

### Fiche technique
Sauf indication contraire ou complémentaire, les informations mentionnées dans cette section proviennent du générique de fin de l'œuvre audiovisuelle présentée ici.
- Titre original : 무브 투 헤븐: 나는 유품정리사입니다
- Titre international : Move to Heaven
- Création : Netflix
- Réalisation : Kim Sung-ho
- Scénario : Yoon Ji-ryeon
- Production : Chung Jae-yun et Kim Mi-na
- Sociétés de production : Page One Film et Number Three Pictures
- Société de distribution : Netflix
- Pays de production :  Corée du Sud
- Langue originale : coréen
- Format : couleur
- Genre : drame
- Nombre de saison : 1
- Nombre d'épisode : 10
- Durée : 44–62 minutes
- Date de diffusion mondiale : 14 mai 2021 (Netflix)

## Épisodes
La série est constituée de dix épisodes, dépourvus de titres.

## Distinctions

### Récompense
- APAN Star Awards 2022 : meilleur acteur débutant pour Tang Jun-sang[6]

### Nominations
- Director's Cut Awards 2022[7] :
  - Meilleur réalisateur pour Kim Sung-ho
  - Meilleur scénario pour Yoon Ji-ryeon